# Província de New Hampshire
A Província de New Hampshire foi uma colônia da Inglaterra e mais tarde uma província britânica na América do Norte. O nome foi atribuído pela primeira vez em 1629 ao território entre os rios Merrimack e Piscataqua, na costa Leste da América do Norte, e foi assim batizada pelo Capitão John Mason, seu primeiro proprietário, em homenagem ao condado de Hampshire, no Sul da Inglaterra. Em 1776, a província estabeleceu um estado e governo independentes, o Estado de New Hampshire, e juntou-se às outras doze colônias para formar os Estados Unidos.

## Histórico
Colonizada inicialmente na década de 1620, a província era constituída por em um pequeno número de assentamentos na costa, ao longo do rio Piscataqua e na Great Bay. Em 1641 as comunidades ficaram sobre do governo da Colônia da Baía de Massachusetts, até o rei Carlos II nomear John Cutt como Presidente de New Hampshire em 1679. Depois de um breve período como uma província separada, o território foi absorvido pelo Domínio da Nova Inglaterra em 1686. O Domínio colapsou em 1689, e as comunidades de New Hampshire ficaram novamente sob o controle da Colônia da Baía de Massachusetts até que uma carta foi promulgada em 14 de maio de 1692, por William e Mary, os monarcas da Inglaterra. 
Entre 1699 e 1741 os governos provinciais também foram comissionados como governantes da Colônia da Baía de Massachusetts. Em 1741, Benning Wentworth foi nomeado governador somente de New Hampshire. Wentworth reivindicou para a província as terras a oeste do Rio Connecticut, reivindicando controversos pedaços de terra que foram disputados com a Província de Nova Iorque, que também desejava o território. Essas disputas resultaram na formação do estado de Vermont.
A economia da província se baseava em extração de madeira e pesca. O comércio de madeira, embora lucrativo, era um motivo de conflito com a coroa, que procurava reservar as melhores árvores como mastros de navios. Mesmo que o líderes Puritanos de Massachusetts tenham governado a província por muitos anos, a população de tinha uma religiosidade mais diversa, originado em parte por em seus anos com refugiados da oposição das diferenças religiosas em Massachusetts.
Da década de 1680 até 1760, a província esteve na linha de frente dos conflitos militares entre a Nova França e os indígenas Abenaki, observando grandes ataques em suas comunidades na Guerra do Rei William, na Guerra de Dummer, e na Guerra do Rei George. A província primeiramente não era fortemente a favor da independência, mas, com o inicio da Revolução Americana, muitos de seus habitantes se juntaram a causa revolucionária. Depois que o governador John Wentworth fugiu da província em Agosto de 1775, os habitantes adotaram uma nova constituição no inicio de 1776. A Independência de província, como parte dos Estados Unidos, foi confirmada no Tratado de Paris de 1783.

## Antes da Colonização
Antes da colonização inglesa, a área que agora é o nordeste de New England era habitada por ramificações da tribo Abenaki, que viviam em grandes vilas de casa longas. Dependendo da estação, eles iriam a vilas próximas para pescar, colher plantações, e fazer trocas comerciais ou lutar com seus vizinhos; mais tarde eles plantaram Tabaco e as "Três Irmãs": Milho, Feijão, e Abóbora. A costa litorânea foi explorada no início do século XVII por exploradores ingleses e franceses, incluindo Samuel de Champlain and John Smith.

## Início do Assentamento Inglês

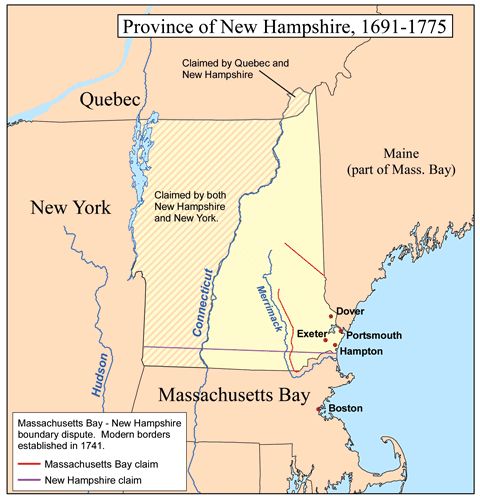
Mapa descrevendo os territórios reclamados relacionados a província.

O assentamento Permanente inglês começou depois que as terras entre os rios Merrimack e Kennebec foram adquiridas em 1622 por John Mason e Ferdinando Gorges, que hoje em dia representam o estado americano de New Hampshire e o Maine ocidental. Assentamentos, que tiveram como líderes iniciais  early leaders included David Thomson e Edward e Thomas Hilton. assentando a costa de New Hampshire no início de 1623, e eventualmente se expandiu pelas costas do rio Piscataqua e da Grande Baia. Estes assentamentos foram utilizados para arranjar lucro dos pescadores locais. Mason e Gorges, duas pessoas que nunca foram a Nova Inglaterra, dividiram seus domínios na costa do rio Piscataqua em 1629. Mason tomou o território entre os rios Piscataqua e Merrimack, e o chamou de "New Hampshire", baseando-se no condado de Hampshire.
Conflitos entre donos de terras devido a preocupação de Mason e Gorges sobre suas fronteiras eventualmente chamaram atenção a necessidade de um gerenciamento mais atuante. Em 1630, O Captião Walter Neale foi enviado como agente chefe e governador de baixos assentamentos em Piscataqua (incluindo Strawbery Banke, hoje em dia Portsmouth), e em 1631 o Capitão Thomas Wiggin foi enviado para governar os assentamentos mais ao norte, que hoje em dia são as cidades de Dover, Durham e Stratham. Depois da morte de Mason em 1635, os colonizadores e funcionários de Manson apropriando-se de suas áreas para si. Exeter foi fundada em 1638 por John Wheelwright, depois dele ser banido da Colônia da Baia de Massachusetts por defender os ensinamentos de Anne Hutchinson, sua cunhada. 
O banimento de qualquer um que tivesse associado com os Masons, os partidários de John Wheelwright compraram as terras dos nativos locais. Seus seguidores incluíam William Wentworth, cujos descendentes foram importantes na história colonial americana. Na mesma época, outros cidadãos infelizes com o governo Puritano de Massachusetts assentaram-se em Dover, enquanto Puritanos de Massachusetts assentaram se onde hoje em dia é Hampton.
Por causa da falta de governo, os assentamentos de New Hampshire ficaram sob a proteção de seu vizinho do sul, a Colônia da Baia de Massachusetts. Em 1641, os cidadãos de New Hampshire concordaram coletivamente em serem governados por Massachusetts, contanto que as cidades retesem um pouco de autonomia, e a congregação da igreja não era requerida para os cidadãos de New Hampshire (assim como era em Massachusetts). Os assentamentos foram parte daquela colônia até 1679, enviando representantes para a legislatura de Massachusetts em Boston. Os herdeiros de Mason estavam, naquela época, na Inglaterra, planejando tomar de volta seu território, e Massachusetts estava sobre crescente observação do rei Carlos II. Em 1679 Carlos emitiu uma carta estabelecendo a Província de New Hampshire, com John Cutt sendo seu primeiro presidente.

## Primeiras cartas reais
Em Janeiro de 1680, Cutt assumiu seu posto, encerrando o controle de Massachusetts. No entanto, Cutt e seu sucessor, Richard Waldron, se opuseram radicalmente aos herdeiros de Mason. Consequentemente, Carlos emitiu uma segunda carta em 1682 com Edward Cranfield como governador. Cranfield apoiava fortemente os herdeiros de Mason, fazendo tantos inimigos locais que ele acabou sendo chamado de volta em 1685.
Em 1686 o território foi adquirido pelo Domínio da Nova Inglaterra, uma tentativa de unificar todas as colônias em apenas um governo. As cidades de New Hampshire não sofreram tanto sob o governo de Edmund Andros quanto Massachusetts. Depois que as palavras da Revolução Gloriosa chegaram a Boston, as autoridades de Massachusetts conspiraram para prender Andros e enviá-lo de volta a Inglaterra. Isso deixou as cidades de New Hampshire sem nenhuma administração colonial, e a Guerra do Rei William eclodiu nessa época. As autoridades de Nova Hampishire pediram ajuda para o governador de Simon Bradstreet, que os governou até que William e Mary emitiram novas e separadas cartas em 1691 para Massachusetts e New Hampshire.

## Carta de 1691
Samuel Allen, um empresário que adquiriu as terras de Mason, foi nomeado o primeiro governador de Nova Hampishire sob a carta de 1691. Ele não teve sucesso em adquirir as terras de Mason, ele foi substituído em 1699 por Richard Coote. Coote foi o primeiro de muitos governadores que governou New Hampshire e a Colônia da Baia de Massachusetts. Até 1741 os governos eram divididos, com os governadores passando a maior parte do tempo em Massachusetts. Como resultado, os governadores tinham poder significativo. A governabilidade se tornou problemática, em parte, devido a disputas territoriais entre Massachusetts e New Hampshire. Porque a fronteira original do período de Mason era no Rio Merrimack, e a carta de Massachusetts especificaram que a fronteira três milhas ao norte do mesmo rio ficasse sob o comando de Massachusetts, o conflito trouxe a atenção do rei. Em 1741, o rei Jorge II decretou o que é, até hoje, a fronteira entre Massachusetts e New Hampshire, e separou os governos, decretando uma comissão que nomeava Benning Wentworth como novo governador de New Hampshire.
Wentworth rapidamente atuou na disputa territorial de New Hampshire, acreditando que os territórios a oeste do rio Connecticut pertencia a New Hampshire. Em uma situação que o ajudou a encher os seus próprios bolsos, ele vendeu subsídios a preços relativamente baixos, mas cobrou que parte das terras fossem atribuídas a ele mesmo. Esses subsídios trouxeram a Nova Hampishire um conflito com a Província de Nova Iorque, outra requerente do território. O rei Jorge III em 1764 governou a favor de Nova Iorque, arranjando uma luta entre os líderes de New Hampshire e as autoridades de Nova Iorque que resultou no estado de Vermont. A controvérsia também resultou na substituição de Wentworth por seu sobrinho John, que seria o último governador da província.
Já que a província estava na fronteira norte da Nova França, suas comunidades eram frequentemente atacadas durante a Guerra do Rei William e a Guerra da Rainha Ana, e novamente durante a guerra de Dummer na década de 1720. Por causa dessas guerras a população indígena na parte norte da província caiu, mas os assentamentos apenas expandiram-se lentamente no interior da província.

## Revolução americana
New Hampshire se juntou com as outras doze colônias na luta contra o governo britânico devido ao aumento de impostos. Depois da Guerra da Independência americana ter iniciado em abril de 1775, a província recrutou soldados que ajudaram no Cerco de Boston, e formalmente estabilizou um governo independente batizado como Estado de New Hampshire em janeiro de 1776.